# Ion Hanford Perdicaris
Pour les articles homonymes, voir Perdicaris.
Ion Hanford Perdicaris (1er avril 1840 - 31 mai 1925) était un auteur, professeur, avocat, peintre et dramaturge. Il était un humaniste et un militant des droits de l'homme. Il s'est battu pour les droits des Maures, des Arabes et des esclaves. Il a participé activement au mouvement anti-esclavagiste aux États-Unis et à l'étranger, notamment au Maroc et s'est battu pour modifier le système des protégés au Maroc. Ion est devenu une célébrité internationale à la suite de l'incident Perdicaris.
Né à Athènes, en Grèce, il grandit à Trenton aux États-Unis. Il a brièvement fréquenté l'université Harvard avant de se rendre en Europe pour y suivre des cours. Il fuit les États-Unis pendant la guerre civile américaine en raison de ses liens avec la Caroline du Sud et la famille influente de sa mère,. Perdicaris renonce à sa citoyenneté américaine et tente de devenir citoyen grec dans un effort infructueux pour éviter la confiscation de la compagnie Charleston Gas Light Company.
Ion fait des allers-retours entre les États-Unis et Londres. Il devient correspondant international pour le magazine The Galaxy. C'est un jeune playboy qui vit dans un style somptueux et assiste à des séances de spiritisme. En 1872, il épouse Ellen, la femme de C. F. Varley. Dans les années 1880, Ion et ses parents s'installent au Maroc dans un manoir qu'ils ont construit à la "Place of Nightingales" (place des Rossignols). Là, Ion devient actif au sein de la communauté internationale et se bat pour les droits de la population maure locale, écrivant plusieurs essais et un livre pour défendre leurs droits.
En mai 1904, Ion est enlevé par Mulai Ahmed er Raisuni. Ses bandits ont attaqué le manoir de Ion et l'ont emmené dans les montagnes avec son beau-fils Cromwell Varley. La réaction de Theodore Roosevelt à ce qui est devenu l'affaire Perdicaris a attiré l'attention du monde entier. Ion retourna brièvement aux États-Unis et passa le reste de sa vie dans un manoir à Chislehurst, en Angleterre. Ion et Helen Varley ont été enterrés à l'église Saint Nicholas Yard de Chislehurst,.

## Jeunesse
Ion Hanford Perdicaris est né à Athènes, en Grèce, alors que son père Gregory Anthony Perdicaris était consul des États-Unis en Grèce. Son père avait émigré de Grèce aux États-Unis à la fin des années 1820. La mère de Ion était la petite-fille du capitaine William Dewitt, héros de la guerre d'Indépendance, membre d'une riche famille de planteurs de Caroline du Sud. Parmi les membres de cette famille, on peut citer Josiah J. Evans, sénateur américain, et Henry McIver, juge à la Cour suprême de Caroline du Sud,.
La famille de Ion retourne aux États-Unis en 1845. Elle réside au Perdicaris Ashley Cottage, une propriété élaborée de vingt pièces située au nord de Trenton, dans le New Jersey. Ion grandit à Trenton et fréquente la Trenton Academy. Son père était l'un des administrateurs et l'école était contrôlée par les familles de l'élite de Trenton. La plupart des élèves étaient les enfants des dirigeants américains et de l'élite fortunée. Son père est devenu un entrepreneur de premier plan et s'est impliqué dans la politique locale. À l'âge de dix ans, Ion participe à l'entreprise familiale, mais il choisit la peinture plutôt que les affaires. Selon le récit d'un camarade de classe de Ion, ses somptueuses peintures ornaient le manoir. Gregory, le père de Ion, a amassé une petite fortune. Selon le recensement américain de 1860, le domaine de Perdicaris valait environ 6 millions de dollars, corrigés de l'inflation de 2019.

## La guerre civile américaine
Perdicaris est diplômé de la Trenton Academy en 1855. Il rédige un essai intitulé Unity of Beauty qui est présenté lors de la cérémonie de remise des diplômes de l'école en juillet 1855. Ion s'inscrit à l'université Harvard l'année suivante. Il expose également son tableau Bétail à la trente-troisième exposition annuelle de l'Académie des beaux-arts de Pennsylvanie (Pennsylvania Academy of the Fine Arts). Au printemps 1858, Ion n'est plus étudiant à Harvard. Il se rend en Angleterre cet été-là pour étudier la peinture.
Les membres de sa famille qui soutiennent les États confédérés d'Amérique poussent Ion à s'engager dans leur camp lors de la guerre de Sécession. Son père joue un rôle crucial car il est un ancien diplomate et a des liens avec de nombreux pays d'Europe, notamment le roi et la reine de Grèce. Lors du séjour de Gregory en Grèce, plus de 18 pays différents étaient représentés et plus de 50 consuls différents faisaient partie de la communauté diplomatique. L'information est transmise à la famille McIver, dirigée par Henry McIver, cousins de Perdicaris et éminents partisans de la Confédération.
La famille McIver confisque le domaine et les biens personnels de la famille Perdicaris en Caroline du Sud, les désignant comme des ennemis étrangers, un mois après le début de la guerre de Sécession et trois mois avant la loi officielle de séquestration des Confédérés. Les McIver refusent d'engager un remplaçant pour leur cousin qui étudie en Europe. Ils choisissent de confisquer leurs biens. Un an plus tard, la Confédération confisque 1 351 actions de la Charleston Gas Light Company, d'une valeur de près d'un million de dollars, ajustée à l'inflation de 2019. Ces actions appartenaient à Gregory.
L'affaire donne lieu à l'arrêt de la Cour suprême Dewing v. Perdicaris, 96 U.S. 193 (1877) Selon une lettre que Perdicaris a envoyée à Samuel R. Gummeré, ses parents lui ont demandé d'obtenir la nationalité grecque pour mettre fin à la séquestration. Pour eux, l'expatriation est une solution légale. L'expatriation n'était pas légalement autorisée jusqu'à la loi sur l'expatriation de 1868 (Expatriation Act of 1868). Les archives indiquent que Perdicaris a soumis ses documents vingt-trois jours avant que le Sud ne mette sous séquestre des actions d'une valeur de près d'un million de dollars. En vertu de la loi, il était toujours citoyen américain. Le père de Gummeré était associé en affaires avec la famille Perdicaris.

## Londres
Ion est élevé dans un foyer diplomatique. Son père est le premier consul américain en Grèce, Gregory Anthony Perdicaris. Dans les années 1860, il est avocat, vit à Londres et voyage dans le monde entier. Il commence à s'affilier à la communauté diplomatique. Ses parents Gregory et Margret quittent Liverpool, en Angleterre, le 28 août 1863. En décembre 1864, Ion assiste à une pièce de théâtre à Florence, en Italie, avec la communauté diplomatique.
Dès son plus jeune âge, Perdicaris s'intéresse à l'écriture. Son père est affilié à Edgar Allan Poe et il publie plusieurs articles dans The Galaxy, un magazine basé à New York. Le premier article de Ion porte sur la peinture et s'intitule "English and French Painting". Un an plus tard, il écrit deux autres articles pour le magazine, l'un intitulé "Reminiscences of a Parisian Atélier" et l'autre "The Exhibition of the Royal Academy". L'un est publié en mars et l'autre en juillet 1867. Un autre article est publié en 1868 sous le titre "Art and Modern Inventions". Les quatre articles ont trait à l'art, à l'histoire de l'art et à la peinture.
Perdicaris vit à deux adresses pendant cette période à Londres. Les archives indiquent qu'il a vécu à Gloucester Crescent (Camden) et à Heathcote-villas St Margarets, Londres. Il s'intéressait également au spiritisme et aux séances de spiritisme. Cromwell Fleetwood Varley, ingénieur de renom et développeur précoce du télégraphe électrique et du câble télégraphique transatlantique, et son épouse Ellen Varley s'intéressent également aux prétentions de la parapsychologie et du spiritisme et assistent à des séances avec Ion et d'autres personnalités fortunées,. En 1872, Ion épouse Ellen Varley.

## Retour à Trenton, New Jersey
Ion revient aux États-Unis à la fin de l'année 1874, marié à Ellen Varley. Cette femme de trente-sept ans avait quatre enfants d'un autre mariage et était de trois ans l'aînée de son nouveau mari. Les enfants s'appellent Ada, Cromwell Oliver, Hebe et Fleetwood E. Varleyet sont inscrits à l'École normale de l'État du New Jersey pour l'année 1875-76. Ion présente son tableau intitulé Moorish Interior à l'Exposition internationale du centenaire de 1876. L'exposition commence le 10 mai et se termine le 10 novembre. Ion, Ellen et les enfants sont enregistrés comme voyageant sur un bateau à vapeur de Southampton à Gibraltar le 20 juillet 1876. Ils se rendent au Maroc. L'année suivante, les journaux locaux de Trenton rapportent que Ion a libéré un esclave au Maroc avec l'aide du gouvernement américain. Alors que Ion vivait à Londres, il cherchait un endroit pour construire une maison d'été au bord de la mer Méditerranée. Il choisit le Maroc à la suite d'une conversation qu'il a eue avec un officier de marine français à la retraite sur le chemin du retour de New York à Liverpool. L'officier a invité Ion et sa femme dans la région. Ion construit deux maisons au Maroc.

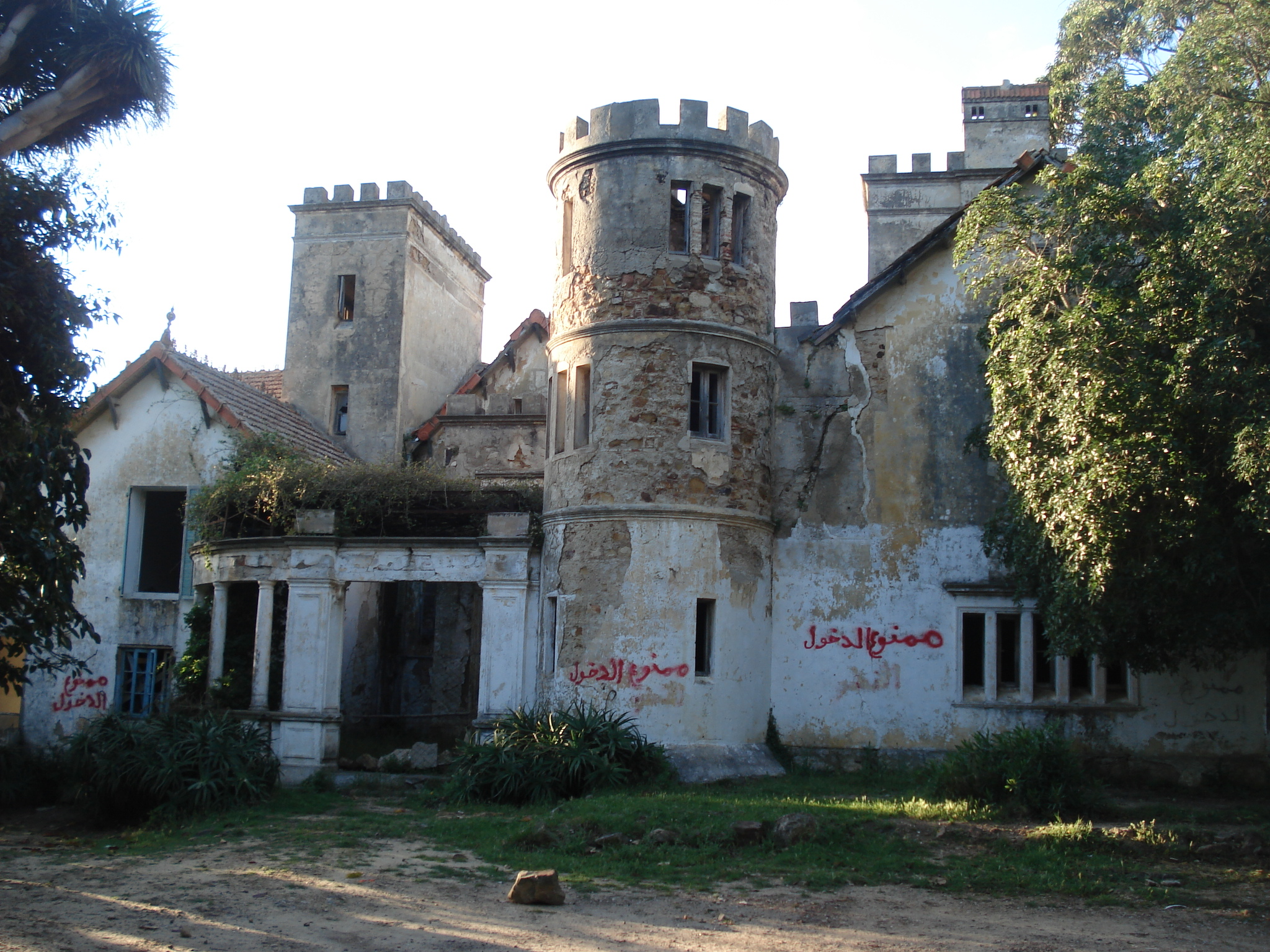
Aidonia

Dans les années 1870, Ion et sa femme ont commencé à construire le château historique connu sous le nom de "Place of the Nightingales" (Place des rossignols), Idonia ou Aidonia au Maroc. La seconde maison au Maroc était la maison de ville appelée El Minzah. Ion est retourné aux États-Unis avec sa famille pour monter une pièce de théâtre à Broadway pour sa fille Ada Varley. Cette dernière a épousé un homme nommé Van Sandt. Ada et son mari adoptèrent tous deux des noms de scène. Ada Varley devient Narde Almayne et son mari Nelson Decker. Tous deux sont devenus des acteurs de théâtre bien connus à Broadway, à New York. Deux pièces ont été jouées à New York en 1879, produites par Ion. La première pièce s'intitule "La Societaire", Townsend Percy en est le coauteur, la seconde s'intitule "The Picture". "The Picture" présentait une peinture massive créée par Ion et intitulée "Resurgamus  (Combat of Life, Terror of Death and Triumph of Immortality)" (Combat de la vie, terreur de la mort et triomphe de l'immortalité). Elle mesurait 4,9 mètres x 7 mètres,

## Le Maroc
Les deux parents de Perdicaris ont quitté Trenton pour rejoindre leur fils au Maroc. Son père décède au Maroc en 1883 et sa mère deux ans plus tard. Ion organise des fêtes somptueuses dans son immense propriété. Il est très impliqué dans les affaires diplomatiques de la région. Sa deuxième belle-fille, Hebe Varley, a épousé le dragonnier de l'ambassade d'Italie au Maroc. Il s'appelait Gianatelli Gentile cav[aliere] Agesilao[,.
Ion convainc le sultan de créer la Commission d'hygiène de Tanger. À la même époque, la pratique de l'arrestation des débiteurs au Maroc était une tactique sévère autorisée par les lois et les coutumes locales. Perdicaris était un défenseur des Maures et des Arabes pauvres et démunis qui ne pouvaient pas rembourser certaines dettes et qui étaient emprisonnés sans ménagement. Les riches prêteurs utilisaient le système des protégés pour contrôler et abuser de la population locale, notamment des Maures. C'est à cette époque qu'il publie quelques essais et un livre sur le traité de Madrid. Il écrivit un pamphlet intitulé "American Claims in Morocco" et un roman intitulé "The Case of Mohammed Benani",. À cette époque, Ion fut également interviewé par un journaliste de la Pall Mall Gazette le 30 mai 1887. L'interview s'intitule "The European Vampire in Morocco" (Le vampire européen au Maroc). L'interview aborde également le traitement sévère des Maures et le système des protégés,.
En 1886, il est brièvement arrêté sur ordre du consul américain Felix A. Mathews parce que Ion a lancé une enquête formelle contre l'agent public. Après un an, Ion a influencé le remplacement de Mathews. Le 18 mars 1887, lors de l'arrivée de son remplaçant, William Reed Lewis, une fête est organisée au domaine de Perdicaris. Les indigènes remercient Ion de les avoir aidés à sortir de prison,. L'événement est à nouveau médiatisé par les médias américains. En 1890, Lewis est démis de ses fonctions parce qu'il utilise le poste de consul pour arrêter des citoyens locaux à des fins personnelles.

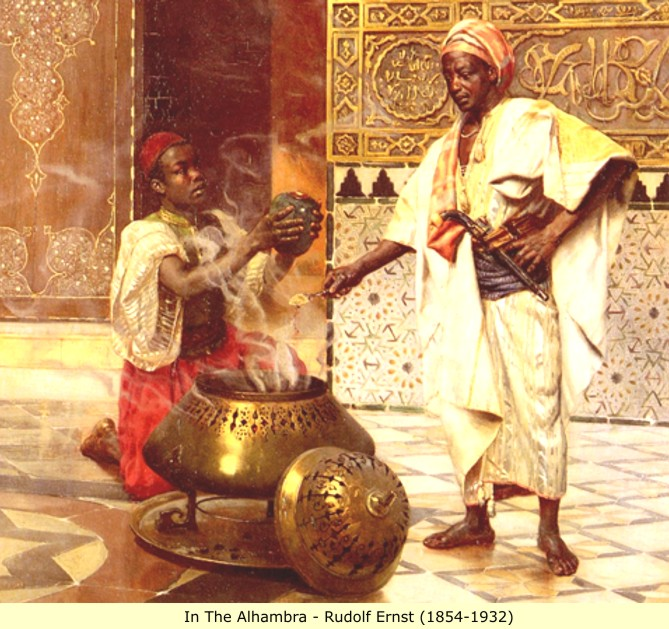
Le Peuple maure

Sa femme Ellen est présidente de la principale association caritative de Tanger, Las Damas de Caridad de Tanger. Ion est vice-président de la Commission d'hygiène de Tanger. En 1887, Ion plaide en faveur d'un statut spécial pour Tanger en tant que port franc neutre sous le contrôle conjoint des grandes puissances. En 1893, le rôle de la Commission est élargi aux routes publiques, avec le pouvoir de lever des taxes.
Ellen et Ion s'engagent tous deux en faveur des pauvres et des démunis. Ellen gère une soupe populaire pour les nécessiteux. Tous les mercredis, Ion et sa femme organisent des dîners et des bals somptueux pour l'élite locale. Vers la fin du siècle, il continue d'écrire et termine deux essais, "Currency" et "The Condition of Morocco".
À la fin des années 1890, le riche Trentonien Samuel R. Gummeré se trouve au Maroc pour rendre visite à Ion. Il passa trois saisons d'hiver avec Ion. Gummeré devint le consul des États-Unis au Maroc.

### Affaire Perdicaris
Le 18 mai 1904, le manoir de Perdicaris, située sur la Place of the Nightingale (place du Rossignol), est prise d'assaut par 90 à 200 bandits. Ion et son beau-fils Cromwell Varley sont enlevés par Mulai Ahmed er Raisuni et emmenés dans les montagnes. Ion s'est cassé la jambe au cours de cette épreuve. Le consul américain Samuel R. Gummeré avertit le gouvernement américain de l'incident. Ion est resté dans les montagnes pendant plusieurs semaines. Ion et le kidnappeur sont devenus de très bons amis et l'incident est considéré comme un exemple du syndrome de Stockholm. En raison de ses antécédents politiques et de sa richesse, l'Amérique a envoyé au Maroc, le 30 mai, l'escadron de l'Atlantique Sud de la marine américaine,.
L'incident est surmédiatisé car Théodore Roosevelt a besoin de publicité pour sa campagne de réélection. Le slogan "Perdicaris Alive or Raisuli Dead" (Perdicaris vivant ou Raisuli mort) devient célèbre. Ion retourna aux États-Unis en tant que personnalité internationale vers le 24 juin 1904. C'est la quatrième fois que Perdicaris implique le gouvernement américain. La première fois, il avait libéré un esclave au Maroc avec l'aide du consul des États-Unis. L'incident a été rendu public en Italie et à Trenton, dans le New Jersey. Il renverse indirectement deux consuls américains, Felix A. Mathews et William Reed Lewis à cause de son problème avec le système des protégés. Le dernier incident majeur survient lorsque son ami proche et consul des États-Unis, Samuel R. Gummeré, encercle tout le Maroc avec l'escadre de l'Atlantique Sud de la marine américaine.

## Retour aux États-Unis
Ion écrit des articles sur les Maures et sur les élites riches et oppressives qui les maltraitent. À son retour aux États-Unis, il jouit d'une renommée internationale. L'attention qu'il suscite donne à cet érudit l'occasion de discuter de la culture marocaine avec le peuple américain. Il a écrit des dizaines d'articles sur le Maroc pour des publications aux États-Unis, dont les suivants "The General Situation in Morocco" (La situation générale au Maroc),. Il a voyagé dans tout le pays pour donner des conférences sur son épreuve. Les médias américains capitalisent sur la situation. Perdicaris a rédigé un guide sur les jeux amusants à pratiquer pendant l'enlèvement, intitulé How to Enjoy Captivity with Raisul by His Former Captive M. Ion Perdicaris (Comment profiter de la captivité avec Raisul). Il a été publié dans : The Sketch: A Journal of Art and Actuality, volume 59 en 1907.
Ion a inclus le terme "nègre" dans sa description du peuple marocain dans un article qu'il a écrit pour le National Geographic intitulé Morocco the Land of the Extreme West and the Story of my Captivity (Maroc, terre de l'extrême ouest et l'histoire de ma captivité). Il explique à ses lecteurs qu'il n'y a pas de distinction de couleur dans la région. Il a également expliqué que les gardes d'élite Bokhari étaient recrutés au Soudan. Après la mort de Hassan Ier du Maroc, entre 1894 et 1900, un régent a gouverné le pays jusqu'à ce qu'Abdelaziz du Maroc soit en âge de gouverner. Il s'agissait d'un nègre nommé Ahmed bin Mūsa. Ion l'a décrit comme l'un des souverains les plus compétents du Maroc. Il donne également des conférences pour la National Geographic Society,. Certains membres de la famille McIver embrassent Ion. La famille qui a ajouté la Caroline du Sud à la Constitution des États-Unis, qui a retiré la Caroline du Sud des États-Unis pendant la guerre de Sécession et qui a défendu les lois Jim Crow s'est aujourd'hui réconciliée avec Ion. La nièce d'Henry Mciver, Helen Hanford McIver, a nommé son fils Ion Perdicaris Gignilliat en l'honneur d'Ion en 1910. L'incident a été ajouté aux documents de la famille Mciver.
Ion a maintenu une fortune colossale aux États-Unis, alors que les compagnies de charbon et de gaz créées par son père se transformaient en compagnies d'électricité. Il possédait également de vastes terrains à Trenton, dans le New Jersey. L'une de ses propriétés a été envisagée pour la construction du nouvel hôtel de ville. La ville de Trenton offre 30 000 dollars, soit 830 000 dollars corrigés de l'inflation de 2022. Ion continue de donner des conférences dans tout le pays et de voyager dans le monde entier. Il se spécialise dans la diplomatie internationale et la plupart de ses articles portent sur l'histoire, la culture et la sociologie marocaines, profitant de l'engouement des médias. Il s'installe finalement en Angleterre à l'âge de soixante-dix ans.

## Le manoir de Londres et la retraite
Après 1910, Ion retourne en Angleterre où il achète le Manoir de Chislehurst, dans le Kent. À soixante-dix ans, il continue d'organiser des soirées diplomatiques dans son immense propriété. Sa petite-fille Nellie Gianatelli Gentile épouse le colonel Serge de Likatscheff, secrétaire de l'ambassade de Russie. Cromwell Varley continue de vivre avec sa mère et son beau-père. Ellen Varley meurt en 1920.
Ion vécut encore cinq ans et mourut en 1925. Il a 85 ans. Ellen et Ion sont enterrés à Saint Nicholas Church Yard à Chislehurst, Londres. Il laisse une fortune colossale de près de 16,7 millions de dollars corrigée de l'inflation de 2022. Il laisse à son majordome près de 500 000 dollars corrigés de l'inflation de 2022.

## Résidences notables

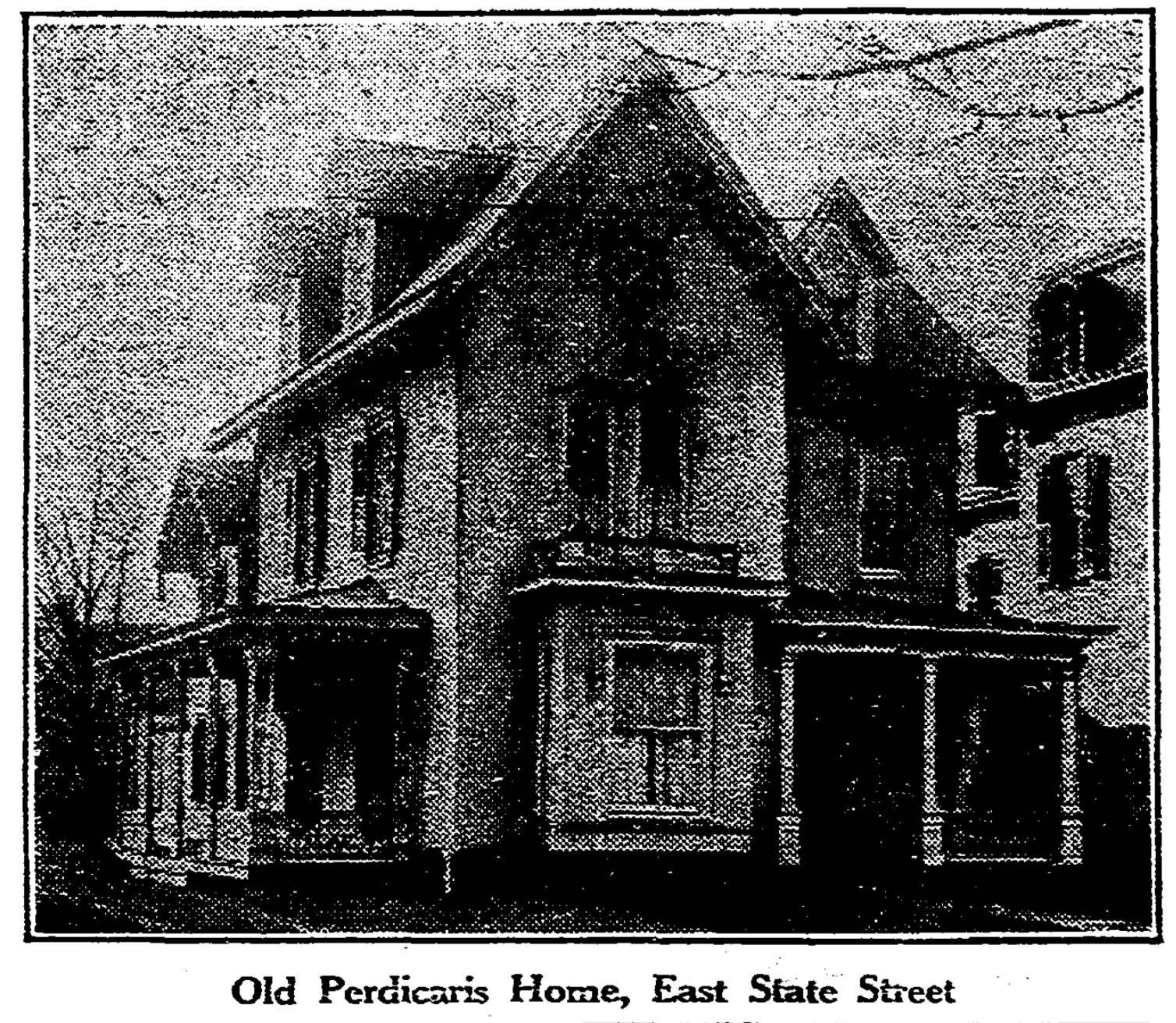
Le Perdicaris Ashley Cottage

Ion a été élevé dans un somptueux manoir à Trenton appelé le "Perdicaris Ashley Cottage". Il a ensuite construit deux maisons au Maroc. À son retour aux États-Unis, il a brièvement séjourné à l'Ellarslie Mansion à Trenton. En 1895, il vend le Perdicaris Ashley Cottage à la famille Phillips. Il s'installe ensuite en Angleterre. Il occupa une imposante maison à Chislehurst. La maison s'appelait The Manor House. En 1913, il vend l'une de ses deux maisons au Maroc. El Minzah a été vendue pour 80 000 dollars en 1913.
En 1936, le manoir familial, le Perdicaris Ashley Cottage, situé au 531 East State Street, est acheté par un riche promoteur d'élite du nom de Morris R. Young.
Son manoir marocain "El Minzah" a été transformé en hôtel vers juin 2018, le journal marocain de langue française Aujourd'hui le Maroc a annoncé que la place des Rossignols serait restaurée avec un budget de 10 millions de dirhams marocains, soit près d'un million de dollars,.

## Œuvres d'art
- Composition (1855)
- Cattle (1856)
- Amalthea
- Moorish Interiors (1876)
- Resurgamus (Combat of Life, Terror of Death, and Triumph of Immortality) (1879)
- Portrait de Ellen Varley Salle Perdicaris La Légation américaine Tanger, Maroc
- Homme avec cheval Salle Perdicaris La Légation américaine Tanger, Maroc[67]

## Literary works

### Essais
- Unity of Beauty (Graduation Essay Trenton Academy 1855)
- English and French Painting (The Galaxy Volume 2 1866)
- Reminiscences of a Parisian Atélier (The Galaxy Volume 3 1867)
- The Exhibition of the Royal Academy (The Galaxy Volume 4 1867)
- Art and Modern Inventions (The Galaxy Volume 6 1868)
- American Claims and the Protection of Native Subjects in Morocco (Pamphlet 1886)
- Currency (The Free Review Volume 2 1894)
- The Condition of Morocco (The Asiatic Quarterly Review 1896)
- The Straits of Gibraltar and the Sultanate of Morocco (Pamphlet 1904)
- Morocco the Land of the Paradox (Asian Review 1904)
- The General Situation in Morocco (The North American 1905)
- The Spectator (The North American 1905)
- The Disintegration of Morocco its Immediate Causes and Probable Results (The International Quarterly 1905)
- Morocco the Land of the Extreme West and the Story of my Captivity (National Geographic Magazine 1906)
- Tangier in the Early 70s (Putnam's Monthly 1907)
- How to Enjoy Captivity with Raisul by His Former Captive Mr. Ion Perdicaris (The Sketch 1907)

### Livres
- The Case of Mohammed Benani (1887)
- Biographie The Hand of Fate (1921)[68]

## Pièces de théâtre
- La Societaire (1879)
- The Picture (1879)

## Domaines
- Perdicaris Ashley Cottage (Trenton N.J.) (1845-1895)
- Place of the Nightingales (Tanger, Maroc) (1877-1925)
- The Manor House, Chislehurst Kent (Kent, Angleterre) (1910-1925)